# Середнє Село
Середнє Село (пол. Średnia Wieś) — село в Польщі, у гміні Лісько Ліського повіту Підкарпатського воєводства. 
Велике село в Бескидах над річкою Сян, на висоті 360 м н.р.м., на теренах прадавніх українських земель.
Населення — 1097 осіб (2011).

## Історія

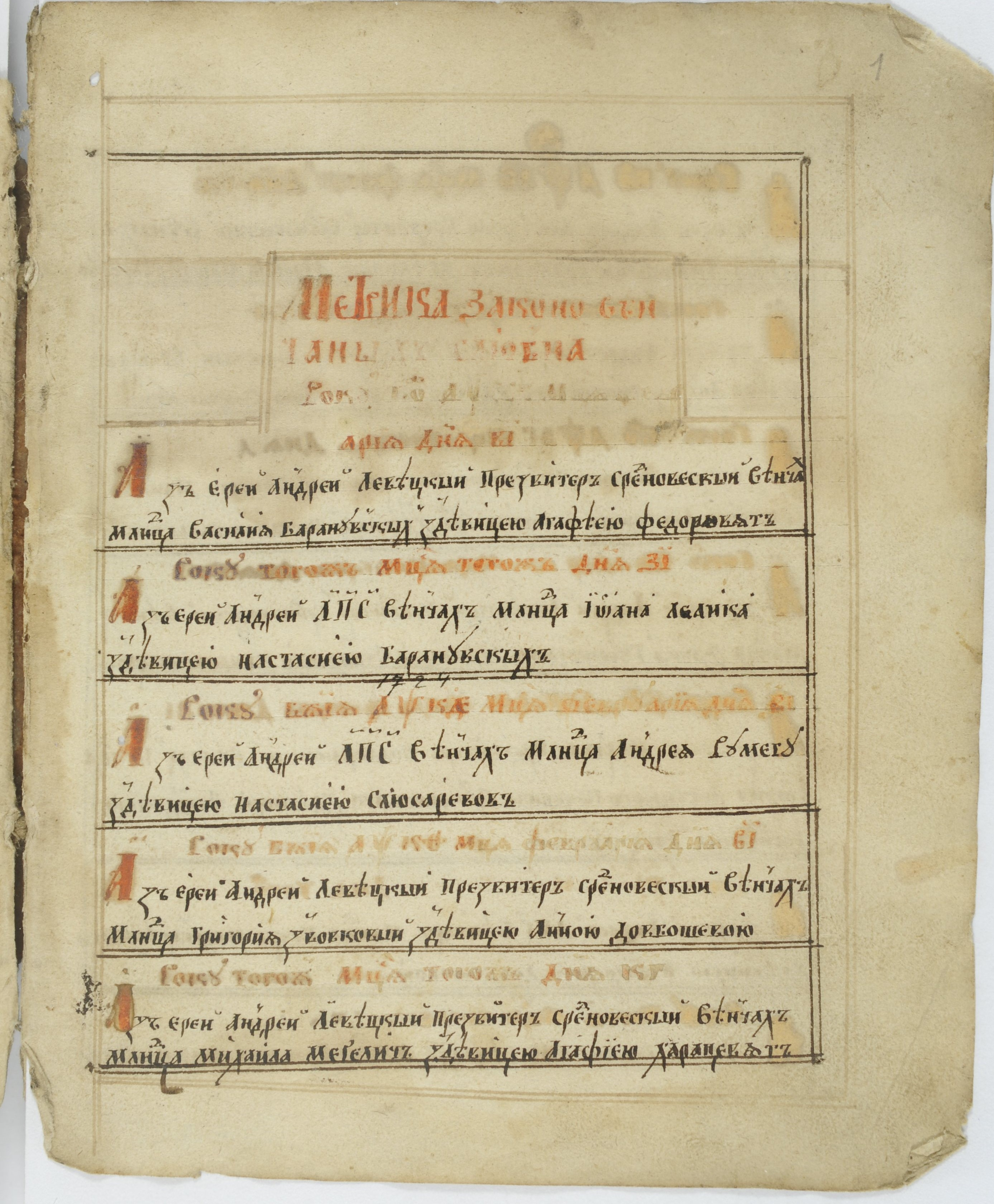
Сторінка з метричної церковної книги Середнього Села, Ліського повіту. 1698 - 1776 роки.

Поселення було засноване на руському праві в роках, коли ті землі належали до Київської, а згодом Галицької Русі. Перша назва поселення була Терпичів і належала до Сяноцької Землі. Вперше зустрічається в документі 1376 р., а в документі 1407 р. записано Терпичіви. З того часу проводиться розмежування між Терпичівом і Мишківцями. Входило село до Сяноцької землі Руського воєводства.

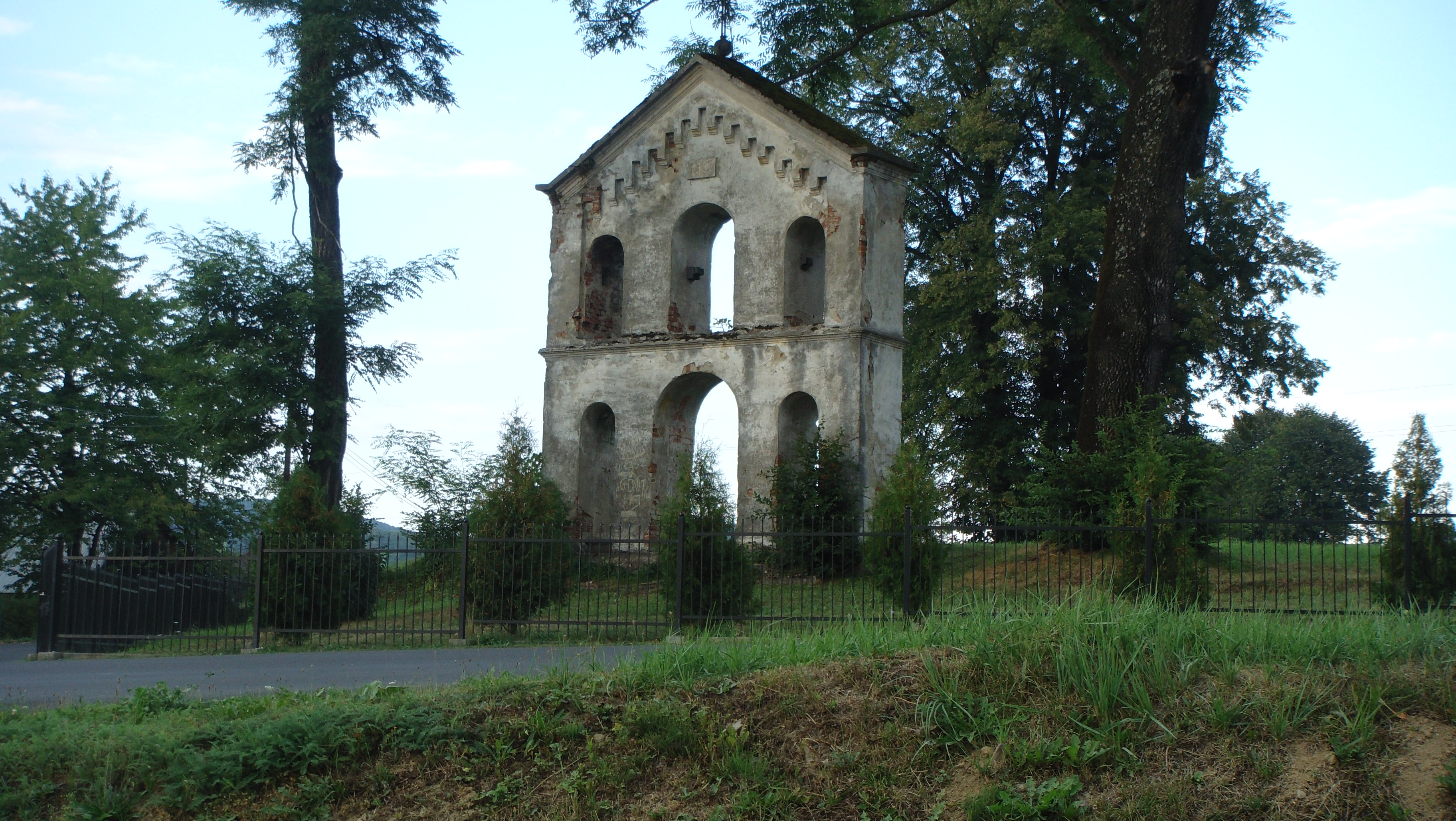
Дзвіниця зруйнованої церкви Успіння Богородиці, 2013 р.

Церква Успіння Пресвятої Богородиці у 1930-40х роках.

з 1427 року село у власності Балів — Матьяша зі Збойська. Крім того, весь басейн річки Гочівки був йому наданий королем. Онук Матьяша дав початок роду Балів з Гочіва.
Терпичів ділився спочатку на три частини: Терпичів Передній, Середній і Задній. З 1598 року, тобто до моменту розподілу власності між братами Балями, вказані частини не мало одного власника. В XVII ст. Терпичів Передній став називатися Бахлява, а Середній і Задній разом Середнє Село — родове гніздо Балів.
З 1772 р. до 1918 р. у складі Австрії й Австро-Угорщини, провінція Королівство Галичини та Володимирії.
В XIX ст. на місці особняка збудовано неоготичний палац. Будівля спалена під час ІІ світової війни. Мури ще стояли в 50-х рр. ХХ ст. До сьогодні залишились тільки фрагменти, колись великого, парку маєтку. В них можна побачити пам'ятки природи: дуби в обхваті 3 — 6 м, а також липи — близько 5 м в обхваті.
У 1919—1939 рр. — у складі Польщі. Село належало до Ліського повіту Львівського воєводства, у 1934—1939 рр. у складі гміні Гочев. На 01.01.1939 у селі було 1470 жителів, з них 910 українців-грекокатоликів, 520 українців-римокатоликів, 10 поляків і 30 євреїв.
В 1945-47 рр. все етнічне українське населення було примусово виселене до СРСР і новоздобутих північних районів Польщі.
На теренах села створено природний заповідник Град.
У 1975-1998 роках село належало до Кросненського воєводства.

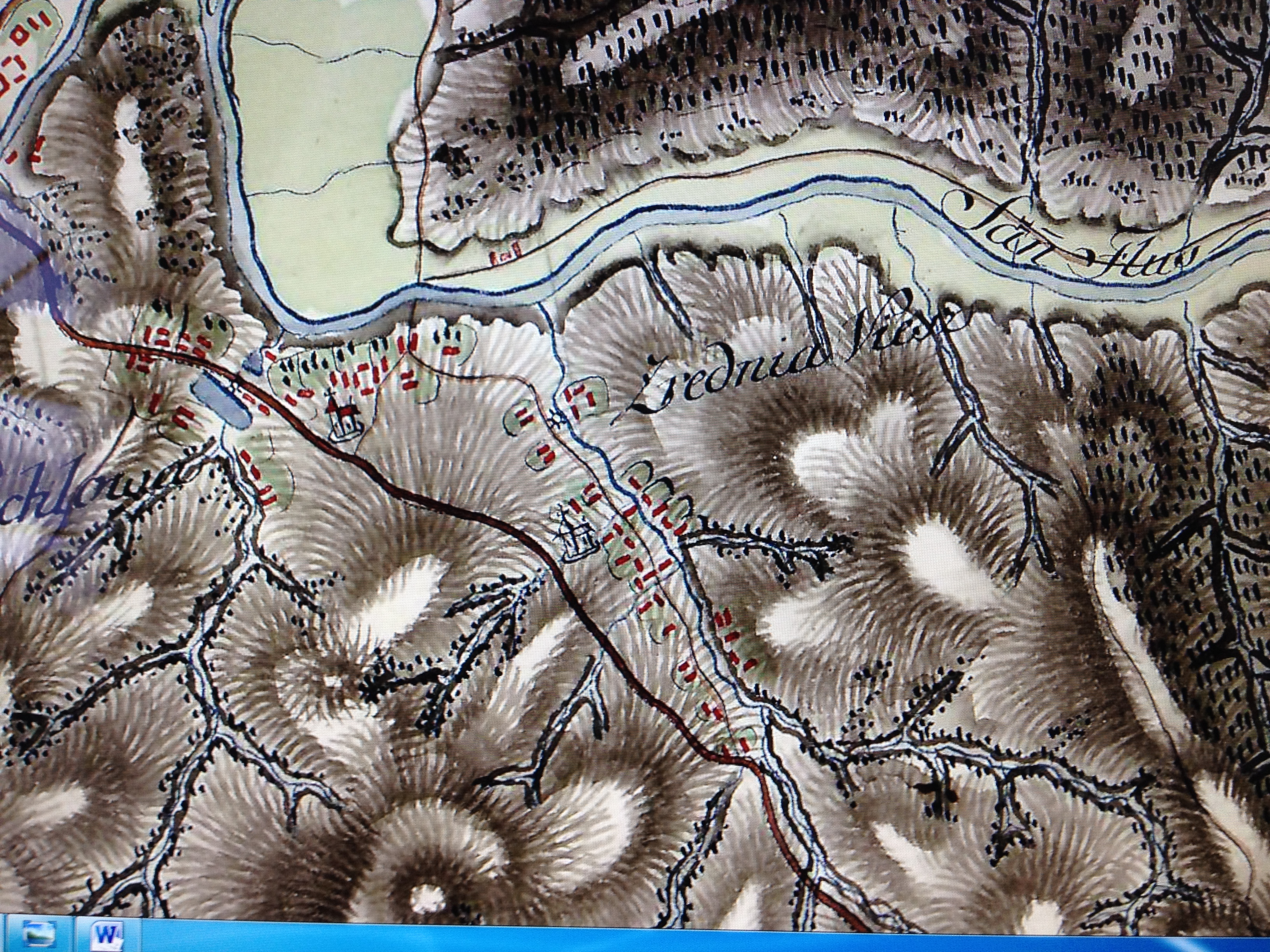
фрагмент карти 1779 року — Середнє Село

### Церква Успіння Пресвятої Богородиці
Ймовірно, перша церква була збудована в 2-ї пол. XVI ст. Є згадка про будівництво дерев'яної церкви в 1721 р. Церква філіальна, парафії Берески Балигородського деканату. Новий іконостас для неї писав Іван Павліковський. Остання мурована була збудована в 1906 р., освячена в 1907. Була то цегляна будівля в плані хреста з центральним куполом. Після 1946—1947 р. стояла зачинена і не діяла. В 1953 році комуністичний місцевий уряд Ряшова дав дозвіл на розбирання церкви, але в травні 1954 вона ще стояла і в ній знаходилось: 1 вівтар, 4 хоругви і 10 образів. Все це церковне майно було перенесено до церкви в с. Загочів'я. Незабаром святиню було розібрано. В скарбниці костела в с. Гочів зберігається вівтарець 1-ї пол. 17 ст. з церкви Середнього Села. Дзвіниця-брама, мурована, збудована в 1927 р. Дзвонів немає.

## Демографія
- 1785 — 292 греко-католики (гр-кат.), 140 римо-католиків (р-кат.), 13 юдеїв.
- 1840 — 459 гр-кат.
- 1859 — 518 гр.-кат.
- 1879 — 561 гр.-кат.
- 1899 — 792 гр.-кат.
- 1926 — 875 гр.-кат.
- 1938 — 920 гр.-кат.

Демографічна структура станом на 31 березня 2011 року:
|          | Загалом | Допрацездатний вік | Працездатний вік | Постпрацездатний вік |
| -------- | ------- | ------------------ | ---------------- | -------------------- |
| Чоловіки | 574     | 112                | 397              | 65                   |
| Жінки    | 523     | 93                 | 318              | 112                  |
| Разом    | 1097    | 205                | 715              | 177                  |